# ان٬او-دی‌متیل‌هیدروکسیل‌آمین
ان٬او-دی‌متیل‌هیدروکسیل‌آمین (به انگلیسی: N,O-Dimethylhydroxylamine) یک ترکیب شیمیایی با شناسه پاب‌کم ۱۴۲۳۲ است. این ترکیب در سنتز ماده موسوم به "آمید واینرب" استفاده می شود که در واکنش واینرب کاربرد دارد. این ماده در مصارف تجاری به صورت هیدروکلرید عرضه می شود.